# Sauce Thermidor
Pour les articles homonymes, voir Sauce et Thermidor.
La sauce Thermidor est une recette de cuisine de sauce des cuisines parisienne et française, déclinée de la recette de cuisine de homard Thermidor du chef cuisinier français Auguste Escoffier, à base de sauce béchamel, moutarde, vin blanc, et aromates.

## Histoire

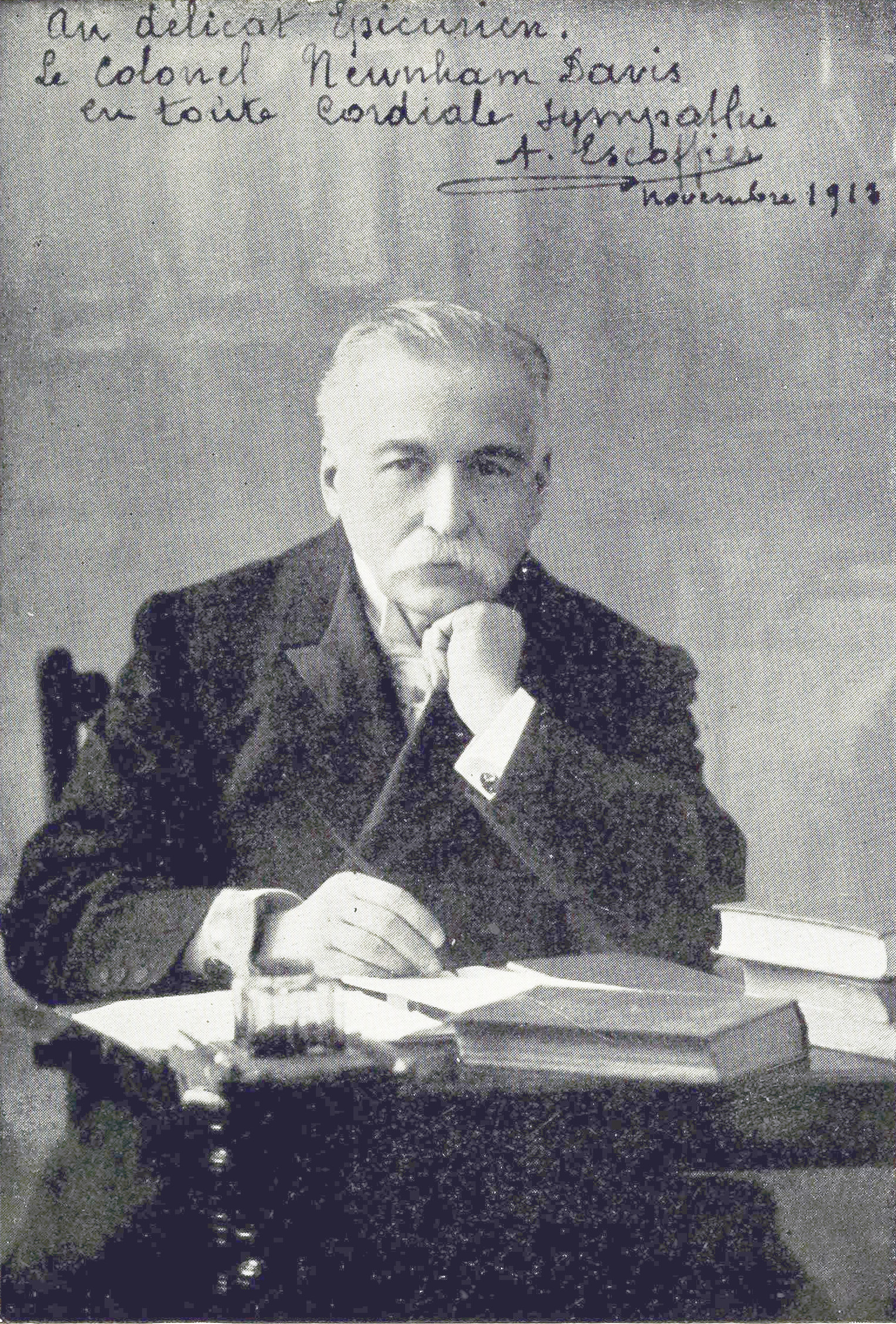
Auguste Escoffier en 1914.

Cette recette de sauce blanche de poisson, déclinée de la recette du homard Thermidor des années 1880 du chef cuisinier Auguste Escoffier, peut accompagner des recettes de poissons, crustacés, coquillages, riz, pâtes (langouste, crevettes, rouget, saumon Thermidor), variante des sauces béchamel, cardinal, mousquetaire, béarnaise, normande, Mornay, ou de recettes de bœuf Stroganov et poulet Gaston Gérard.

## Préparation
Faire revenir à la casserole (selon les nombreuses variantes de recettes) fumet de poisson (ou de crustacés), vin blanc, échalote, crème fraîche, beurre, jaune d'œuf, fromage râpé, moutarde, champignons de Paris, cerfeuil, estragon, noix de muscade, paprika, sel poivre, et éventuellement cognac,.